# Torre d'en Malla (Martorell)
Torre d'en Malla és una obra neoclàssica de Martorell (Baix Llobregat) protegida com a Bé Cultural d'Interès Local.

## Descripció
Edifici aïllat envoltat de jardí situat al carrer del Mur al barri de La Mina, a l'entrada de Martorell. És de planta rectangular i consta de planta baixa, dos pisos i golfes amb coberta de quatre vessants i amb barbacana de fusta. Al centre s'alça una torreta mirador amb coberta de pavelló que té una petita terrassa amb balustrada. Els diferents nivells es divideixen a través de línies de sòcol, cantoneres i impostes motllurades que recorren tota la façana. La façana es compon sobre tres eixos verticals en els quals les obertures es distribueixen de manera simètrica als diferents pisos. A la façana principal les obertures disminueixen en alçària i presenten emmarcaments a la planta baixa d'arc escarser i als dos pisos d'arc pla coronats per cornises motllurades recolzades sobre petites mènsules. Les obertures del primer i segon pis són finestres ampitadores excepte el balcó central del primer pis que té volada amb una llosana motllurada sobre mènsules que sobresurt de la línia d'imposta. El revestiment de la façana està estucat imitant carreus. Com a detalls ornamentals destaquen els esgrafiats en medallons situats a les golfes, entre el parell de petites obertures rectangulars que es distribueixen a cadascun dels eixos verticals, i dos relleus en forma de rombe a la façana principal que indiquen l'any de construcció.

## Història
Exemple de casa senyorial del segle xix. L'edifici data de l'any 1898 tal com indica el relleu a la façana principal. La seva construcció és posterior a la de la Torre de les Hores, amb qui guarda característiques constructives similars. El nom de la casa fa referència al cognom del propietari.